# Военен режим в Бразилия
 Тази статия е за диктатурата от 1964-1985.  За режима от 1937-1945 вижте Ера на Варгас.  
Военен режим в Бразилия е военна диктатура в Бразилия, просъществувала от 31 март 1964 година до 15 март 1985 година.
Военният режим започва с военен преврат на 31 март 1964 година, който отстранява законното лявоцентристко правителство на президента Жуау Гулар. Първоначално военните обявяват намерението си в близко време да възстановят конституционното управление, но в действителност режимът се задържа повече от 15 години. Наложени са ограничения на опозиционната политическа дейност и свободата на словото.
Военното правителство постига значителна популярност през 70-те години, когато икономиката на страната се развива бързо за сметка на нарастващия държавен дълг. Нарастващите икономически затруднения през 80-те години принуждават военните постепенно да се оттеглят от управлението. Демокрацията в страната е окончателно възстановена с избора на президента Жузе Сарней през 1985 година.